# Entitat de Gestió de Drets d'Autor dels Productors Audiovisuals
L'Entitat de Gestió de Drets d'Autor dels Productors Audiovisuals (EGEDA) és l'entitat de gestió col·lectiva dedicada a la defensa dels drets i interessos dels productors audiovisuals, en els àmbits de:
- La comunicació pública d'obres i gravacions audiovisuals, ja sigui l'emissió o transmissió en un espai accessible al públic de l'obra radiodifosa mitjançant qualsevol instrument idoni, ja sigui l'accés públic a bases de dades d'ordinador mitjançant telecomunicació, quan incorporen o constitueixen obres protegides.
- La comunicació pública per la retransmissió íntegra, inalterada i simultània d'obres i gravacions audiovisuals.
- La remuneració, reconeguda pel Text Refós de la Llei de Propietat Intel·lectual, pels actes de comunicació pública retransmesos en un lloc accessible al públic.
- La remuneració compensatòria per còpia privada prevista a l'article 25 del Text Refós de la Llei de Propietat Intel·lectual.
- La reproducció de gravacions audiovisuals, de fragments o seqüències, o de les parts o capítols de què constin, en programes emesos per les entitats de radiodifusió i en altres com els suports multimèdia (digitals).
- La reproducció i posta a disposició del públic de les obres i les gravacions audiovisuals de manera que hi pugui accedir des d'on vulgui i quan vulgui, així com la reproducció i oferta de les obres i gravacions a través de xarxes de comunicacions que utilitzin mitjans, sistemes o procediments d'intercanvis d'arxius.

## Història
El Ministeri d’Educació, Cultura i Esport espanyol va autoritzar EGEDA a exercir com a Entitat de Gestió de Drets de Propietat Intel·lectual l’any 1990, mitjançant l’Ordre de 29 d’octubre de 1990 (BOE de 2 de novembre de 1990).